# 那覇市立天久小学校
那覇市立天久小学校（なはしりつ あめくしょうがっこう）は、沖縄県那覇市天久1丁目にある公立小学校。

## 沿革
- 2012年（平成24年）
  - 4月1日 - 那覇新都心の世帯数増加により、安謝小学校と銘苅小学校の一部学区を分離し開校[1][2]。
  - 4月4日 - 開校式挙行[2]。
  - 4月9日 - 最初の始業式挙行[2]。
  - 4月10日 - 第1回入学式挙行[2]。
- 2022年（令和4年）3月 - 創立10周年記念式典挙行予定だったが、新型コロナウイルス感染拡大のために中止となり、代替として『創立10周年・感謝の集い』が行われた[3]。

## 校歌
- 作詞:廣幸和（初代校長）[4]・作曲:下地なを美

## 通学区域と進学先中学校
出典

### 通学区域
- 天久1丁目（全域）
- 天久2丁目（全域）
- おもろまち3丁目（全域）
- おもろまち4丁目（1 - 9番・16 - 19番）

### 進学先中学校
- 那覇市立安岡中学校（那覇市銘苅） - おもろまち4丁目を除く地域から通う児童の主な進学先
- 那覇市立松島中学校（那覇市古島） - おもろまち4丁目から通う児童の主な進学先

## アクセス
- 琉球バス交通99系統天久新都心線で、「おもろまち三丁目」停留所より、
  - 那覇バスターミナル・那覇空港方面行のりばから、徒歩約400m・約6分。
  - 宜野湾営業所方面行のりばから、徒歩約395m・約6分。
- 本島バス4社の路線で、「楽市前」停留所（那覇市道那覇中環状線上）から、徒歩約420m・約7分（天久ちゅらまち公園内を通り抜けた場合）。
  - 「楽市前」停留所は、那覇空港・那覇バスターミナル方面発の片方向のみ停車。
- 本島バス4社の路線で、「上之屋」停留所（国道58号線上）より、
  - 那覇バスターミナル・那覇空港方面行のりばから、徒歩約715m・約11分。
  - 宜野湾・北谷・名護方面行のりばから、徒歩約670m・約11分。
    - いずれも、天久ちゅらまち公園内を通り抜けた場合。
    - なお、「第一天久」停留所の方が直線距離では近いが、道路形状の関係で、「上之屋」停留所の方が近い。
- 沖縄都市モノレール沖縄都市モノレール線（ゆいレール）おもろまち駅から、徒歩約1.6km・約24分。

## 周辺
- 那覇市立天久みらいこども園 - 同一敷地内で、なおかつ進級前こども園。
- 那覇市立天久ちゅらまち公園 - 敷地が隣接。
  - 上記以外のこども園・幼稚園・保育園や公園も点在する。
- 天久りうぼう - 那覇市道をはさんで、敷地が隣接。
- 公文式那覇天久小前教室 - 敷地が隣接。
- 沖縄県立那覇国際高等学校
- あっぷるタウン
- 那覇第2地方合同庁舎
- 沖縄県立博物館・美術館
- 那覇市立新都心公園
- 那覇新都心郵便局
- 那覇市緑化センター
- 国道58号